# Arbenit Xhemajli
Arbenit Xhemajli (Brugg, 23 aprile 1998) è un calciatore svizzero naturalizzato kosovaro, difensore dell'Egnatia.

## Carriera

### Club
Il 1º luglio 2017 viene acquistato a titolo definitivo dalla squadra svizzera del Neuchâtel Xamax.
Il 4 settembre 2020 viene acquistato a parametro zero dal Sunderland.

### Nazionale
Debutta con la maglia della nazionale kosovara Under-21 il 22 marzo 2018 nella partita valida per le qualificazioni all'Europeo 2019, vinta per 2 a 0 contro l'Azerbaigian Under-21.

## Statistiche

### Presenze e reti nei club
Statistiche aggiornate al 15 febbraio 2020.
| Stagione               | Squadra                | Campionato             | Campionato | Campionato | Coppe nazionali | Coppe nazionali | Coppe nazionali | Coppe continentali | Coppe continentali | Coppe continentali | Altre coppe | Altre coppe | Altre coppe | Totale | Totale |
| Stagione               | Squadra                | Comp                   | Pres       | Reti       | Comp            | Pres            | Reti            | Comp               | Pres               | Reti               | Comp        | Pres        | Reti        | Pres   | Reti   |
| ---------------------- | ---------------------- | ---------------------- | ---------- | ---------- | --------------- | --------------- | --------------- | ------------------ | ------------------ | ------------------ | ----------- | ----------- | ----------- | ------ | ------ |
| 2016-2017              | Zurigo U-21            | PL                     | 13         | 0          | -               | -               | -               | -                  | -                  | -                  | -           | -           | -           | 13     | 0      |
| 2017-2018              | Neuchâtel Xamax        | CL                     | 6          | 0          | CS              | 1               | 0               | -                  | -                  | -                  | -           | -           | -           | 7      | 0      |
| 2018-2019              | Neuchâtel Xamax        | SL                     | 17         | 0          | CS              | 2               | 0               | -                  | -                  | -                  | -           | -           | -           | 19     | 0      |
| 2019-2020              | Neuchâtel Xamax        | SL                     | 15         | 2          | CS              | 2               | 0               | -                  | -                  | -                  | -           | -           | -           | 17     | 2      |
| Totale Neuchâtel Xamax | Totale Neuchâtel Xamax | Totale Neuchâtel Xamax | 38         | 2          |                 | 5               | 0               |                    | -                  | -                  |             | -           | -           | 43     | 2      |
| Totale carriera        | Totale carriera        | Totale carriera        | 51         | 2          |                 | 5               | 0               |                    | -                  | -                  |             | -           | -           | 56     | 2      |

### Cronologia presenze e reti in nazionale
| Cronologia completa delle presenze e delle reti in nazionale ― Kosovo | Cronologia completa delle presenze e delle reti in nazionale ― Kosovo | Cronologia completa delle presenze e delle reti in nazionale ― Kosovo | Cronologia completa delle presenze e delle reti in nazionale ― Kosovo | Cronologia completa delle presenze e delle reti in nazionale ― Kosovo | Cronologia completa delle presenze e delle reti in nazionale ― Kosovo | Cronologia completa delle presenze e delle reti in nazionale ― Kosovo | Cronologia completa delle presenze e delle reti in nazionale ― Kosovo |
| Data                                                                  | Città                                                                 | In casa                                                               | Risultato                                                             | Ospiti                                                                | Competizione                                                          | Reti                                                                  | Note                                                                  |
| --------------------------------------------------------------------- | --------------------------------------------------------------------- | --------------------------------------------------------------------- | --------------------------------------------------------------------- | --------------------------------------------------------------------- | --------------------------------------------------------------------- | --------------------------------------------------------------------- | --------------------------------------------------------------------- |
| 10-10-2019                                                            | Pristina                                                              | Kosovo                                                                | 1 – 0                                                                 | Gibilterra                                                            | Amichevole                                                            | -                                                                     |                                                                       |
| Totale                                                                |                                                                       | Presenze                                                              | 1                                                                     |                                                                       | Reti                                                                  | 0                                                                     |                                                                       |

## Palmarès

### Club

#### Competizioni nazionali
- Football League Trophy: 1

Sunderland: 2020-2021
- Coppa del Liechtenstein: 2

Vaduz: 2022-2023, 2023-2024
- Campionato albanese: 2

Egnatia: 2023-2024, 2024-2025
- Coppa d'Albania: 1

Egnatia: 2023-2024
- Supercoppa d'Albania: 1

Egnatia: 2024